# Mária Mázorová
Mária Mázorová (rodným jménem Marie Panczaková, 8. února 1928, Praha – 12. února 2016, Zvolen) byla slovenská folkloristka, pedagožka, choreografka a zakladatelka dvou známých slovenských folklorních souborů Zornička a Marína.
Založila taneční obor Lidové školy umění ve Zvolenu, vytvořila osnovy, učební plány a metodiky pro Lidové školy umění, napsala knihu Slovenské ľudové tance a iniciovala a vedla Mezinárodní dětský folklorní festival ve Zvolenu.
V roce 2006 získala Cenu města Zvolen a v roce 2008 ocenění Kvet kultúry a umenia.